# Jenny Polanco
Jenny Altagracia Polanco de Léon (n. 18 ianuarie 1958, Santo Domingo, Republica Dominicană – d. 24 martie 2020, Santo Domingo, Republica Dominicană) a fost o creatoare de modă dominicană. Polanco, a cărei carieră profesională s-a întins pe o perioadă de peste 37 de ani, era cunoscută pentru îmbrăcămintea pentru femei prêt-à-porter, bijuterii, genți de mână țesute și alte accesorii, care încorporau elemente culturale dominicane și caraibiene în colecțiile sale. Proiectele sale au fost prezentate în orașe din Caraibe, Statele Unite și Europa, printre care Bahamas, New York, Paris, Puerto Rico și Miami Fashion Week.

## Biografie
Polanco s-a născut în Santo Domingo, Republica Dominicană, pe 18 ianuarie 1958. În copilărie, confecționa haine și costume pentru păpuși Barbie. Mai târziu, Polanco și-a confecționat propria îmbrăcăminte în timpul facultății. A obținut o diplomă în design interior de la Universidad Nacional Pedro Henríquez Ureña din Santo Domingo. Polanco a studiat apoi la Parsons School of Design din New York, unde s-a axat pe metode de tipare și croitorie, aptitudini care au fost încorporate în colecțiile sale profesionale. În plus, Polanco a fost activă în artele creative, printre care coregrafie și pictură, deși moda a rămas principalul său domeniu de activitate.
Cariera profesională în modă și arte creative a lui Jenny Polanco s-a întins pe durata a peste 37 de ani. Ea și-a descris stilul propriu ca „un dialog fluid între stilul avant-garde clasic și Caraibe”. De multe ori încorpora în proiecte elemente de design comune în Republica Dominicană și regiune, precum detalii realizate din coral, corn, sidef și larimar, un pectolit albastru întâlnit doar în Republica Dominicană. Polanco era, de asemenea, cunoscută pentru utilizarea culorilor semnătură în proiectele sale, în special chihlimbar și alb. Ea folosea chihlimbar caraibian, găsit în țara sa, pentru a crea nasturi și bijuterii. Cea mai recentă colecție, de primăvară 2020, prezenta atât culori pastelate, cât și modele florale.
Pe 4 martie 2020, Polanco a revenit în Republica Dominicană după o călătorie la Madrid. Ea a dezvoltat simptome ale infecției cu coronavirus la cinci zile după întoarcerea din Spania și a fost curând amplasată în carantină după ce a fost testată pozitiv pentru COVID-19. Polanco a fost admisă la un spital din Santo Domingo pe 18 martie 2020, după ce s-a confruntat cu dificultăți de respirație.
Jenny Polanco a murit din cauza complicațiilor COVID-19 la spitalul din Santo Domingo pe 24 martie 2020, la vârsta de 62 de ani. Polanco a fost prima persoană publică care a decedat în pandemia de coronaviroză în Republica Dominicană, fiind a șasea victimă COVID-19 din țara sa la acel moment. Decesul său a fost anunțat de către Ministrul Sănătății Publice dominican, Rafael Sánchez Cardenas.